# Therese Neumann

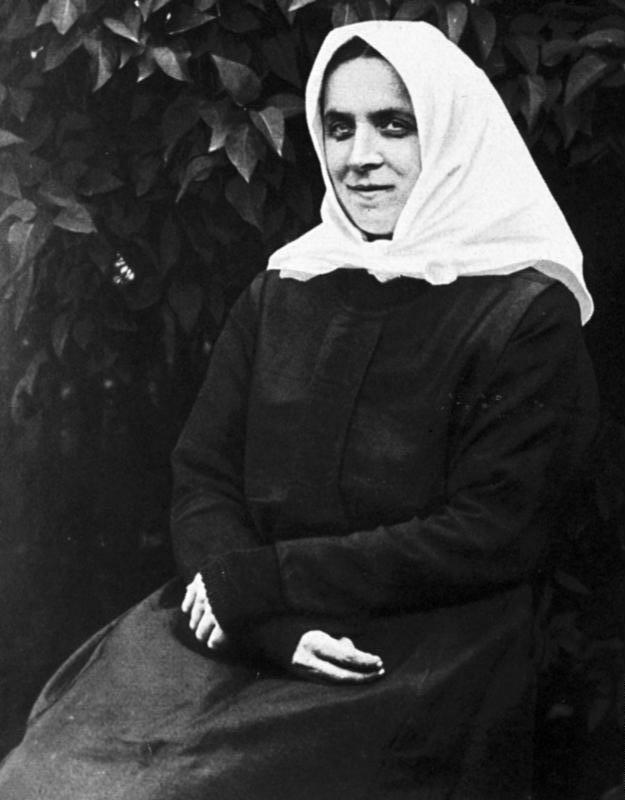
Therese Neumann, 1926

Therese Neumann, genannt Resl von Konnersreuth (* 8. April 1898 in Konnersreuth; † 18. September 1962 ebenda), war eine Bauernmagd, die als katholische Mystikerin durch ihre angeblichen Stigmata (an das Leiden Jesu erinnernde Blutungen) und die ihr nachgesagte jahrelange Nahrungslosigkeit weit über Bayern hinaus bekannt wurde und regelrechte Wallfahrten auslöste. Die römisch-katholische Kirche lehnte den Kult jedoch ab. Erst lange nach ihrem Tode und unter anhaltendem Druck der organisierten Anhängerschaft stimmte der Vatikan der Eröffnung eines Seligsprechungsverfahrens im Bistum Regensburg 2005 auf Betreiben des Bischofs Gerhard Ludwig Müller schließlich zu.

## Leben

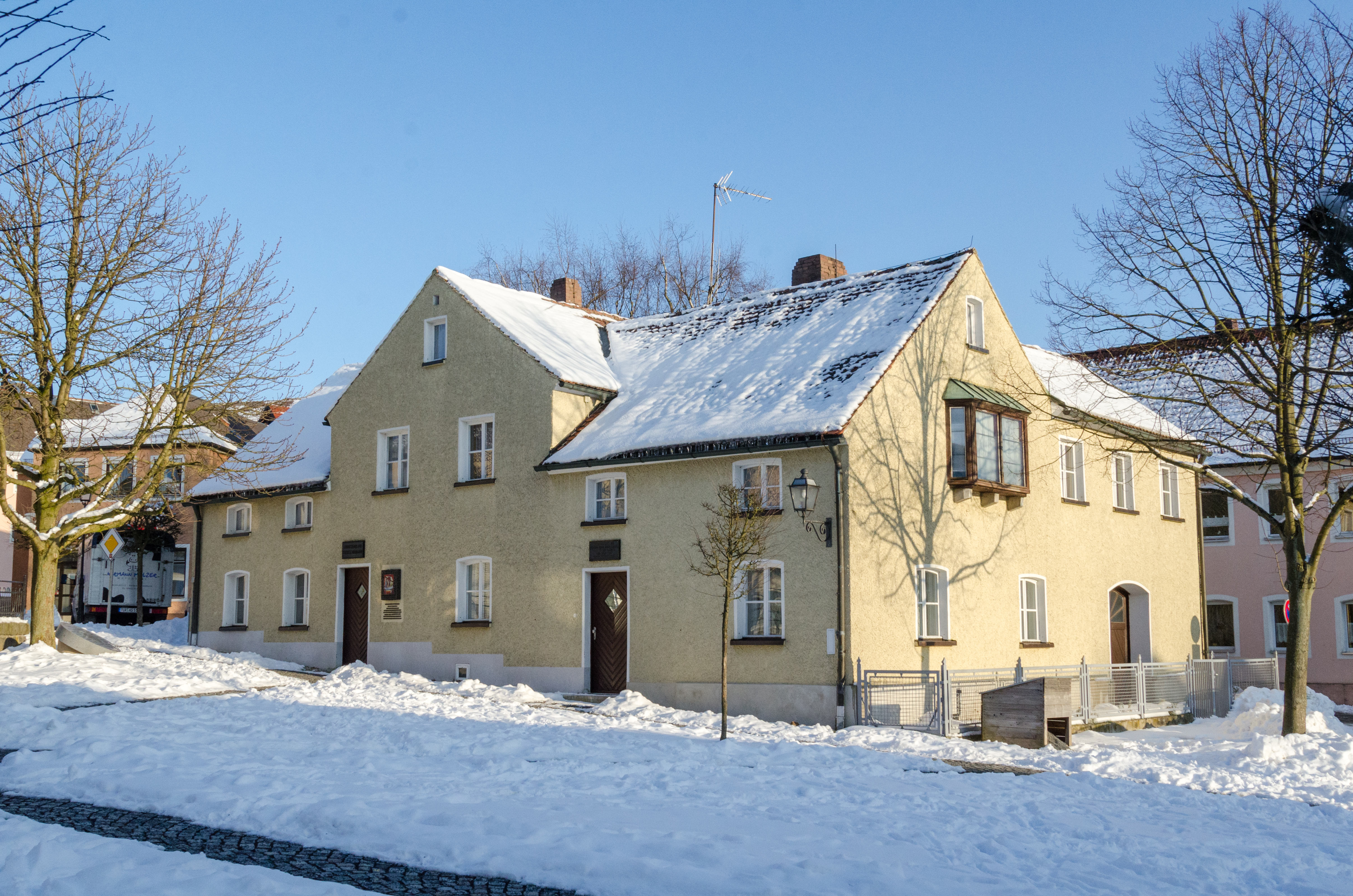
Geburtshaus der Therese Neumann (2014)

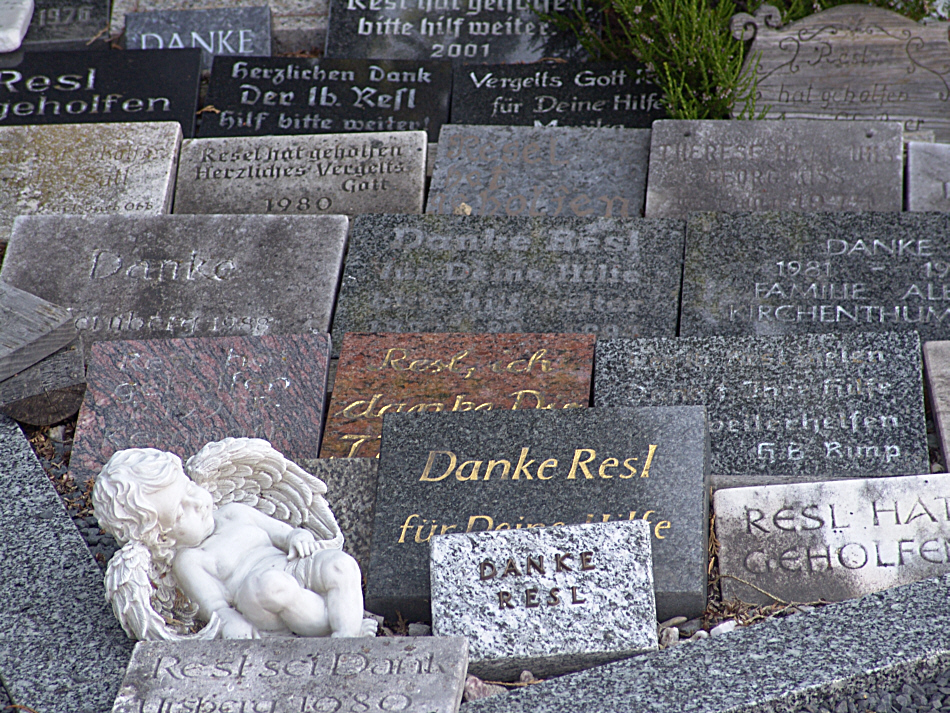
Votivtafeln am Grab (2005)

Therese Neumann wurde als erstes von elf Kindern des Schneidermeisters Ferdinand Neumann und seiner Ehefrau Anna Neumann, geborene Grillmeier, geboren und in ihrem Geburtsort Konnersreuth getauft. Die Angaben des Geburtstages in den Kirchenbüchern sind uneinheitlich, der Geburtseintrag im Standesamt Konnersreuth ist nicht bekannt. Die Familie ist möglicherweise mit dem berühmten Egerer Baumeister Balthasar Neumann (1687–1753) verwandt. Eine Schwester war Haushälterin des Eichstätter Bischofs Joseph Schröffer; eine weitere, Ottilie, Haushälterin des Konnersreuther Ortsgeistlichen Joseph Naber. Resls dreizehn Jahre jüngerer Bruder Ferdinand Neumann (genannt Ferdl) war Lokalpolitiker, von 1949 bis 1957 Landrat in Kemnath und saß von 1946 bis 1950 für die CSU im Bayerischen Landtag. Über die anderen Geschwister und deren Nachkommen ist in der Öffentlichkeit wenig bekannt. Eines der Geschwister ist vor 1955 verstorben.
Seit 1912 arbeitete das Mädchen als Magd auf dem einem Verwandten gehörenden Nachbarshof und führte die Wirtschaft ab 1915 während der kriegsbedingten Abwesenheit des Hofbesitzers in verantwortlicher Stellung als Großmagd. Nach Löscharbeiten bei einem Scheunenbrand im März 1918 begann Therese zu kränkeln. Vegetative Beschwerden setzten ein, die zu körperlichen Zusammenbrüchen und verschiedentlichen Stürzen führten. Im September 1918 begannen Sehstörungen aufzutreten, die sich bis zum März 1919 zu völliger Blindheit steigerten und vorübergehend auch von Taubheit sowie epilepsieähnlichen Anfällen begleitet wurden. Seit Oktober 1918 litt sie unter Lähmungen, die zu Bettlägerigkeit und Arbeitsunfähigkeit führten. Therese Neumann musste jahrelang gepflegt werden. Ab Dezember 1922 traten zusätzlich Schluckbeschwerden auf. Erst 1923, am Tag der Seligsprechung der Therese von Lisieux, konnte sie plötzlich wieder sehen; 1925, am Tag der Heiligsprechung ihrer Namenspatronin, verschwand nach Angaben aus ihrer Umgebung, die in die spätere Vita einflossen, auch die Lähmung.
Ab Februar 1926 zeigten sich bei Therese Neumann Stigmata sowie Blutungen aus den Augen, was zu einem starken Besucherandrang führte. Teilweise wurden an Karfreitagen, an welchen die Stigmatisierungen besonders deutlich in Erscheinung traten, bis zu 5.000 Besucher gezählt.
Sie soll auch seit 1926 außer der Kommunion weder gegessen noch getrunken haben. Ebenso soll sie seitdem regelmäßig Visionen von vorwiegend biblischen Szenen des Neuen Testamentes erlebt haben.
Zwischen dem 26. Mai und dem 6. Juni 1927 wurde Therese Neumann fast täglich von der Schriftstellerin Emmy Hennings besucht, worüber diese in ihren Briefen an ihren Ehemann Hugo Ball ausführlich berichtete.

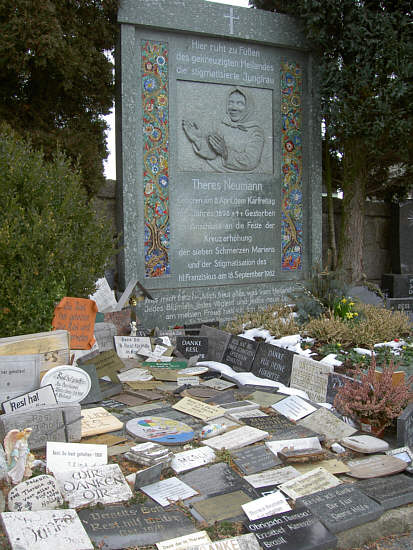
Grabstätte der Therese Neumann auf dem Konnersreuther Friedhof (2004)

Paramahansa Yogananda besuchte die „große katholische Mystikerin, Therese Neumann von Konnersreuth“ am 16. Juli 1935. In seinem Buch Autobiographie eines Yogi beschreibt er den Besuch.
Therese Neumann starb 1962 an einem Herzinfarkt und wurde auf dem Friedhof in Konnersreuth in einer Gruft beerdigt. Heute ist ihr Grab das Ziel von Pilgern und Touristen aus aller Welt. Vor ihrem Tod wurde durch ihre Initiative und finanziellem Beitrag aus ihr zugedachten Spendengeldern Schloss und Gut Fockenfeld gekauft und in dem Anwesen das Kloster Fockenfeld bei Konnersreuth und Mitterteich gegründet. Nach ihrem Tod entstand nahe der Gruft der Therese Neumann, durch Spendengelder finanziert, das Kloster Theresianum. Seit dem Jahr 2010 widmet sich ihrem Andenken auch das Informations- und Begegnungszentrum e. V. in Konnersreuth.

## Stigmata
Das Erscheinen der Stigmata begann in der Fastenzeit vor Ostern 1926 bei einer Vision, in der sie nach ihren Aussagen Jesus am Ölberg Blut schwitzen sah, als sich eine gut 3 cm lange und ca. 1 cm breite Wunde in der Herzgegend zeigte. Später kamen noch Wunden an Händen, Füßen und am Kopf hinzu, sowie über den Körper verteilt kleinere Wunden, die als Spuren der Geißelung interpretiert wurden. An Karfreitagen zeigte sich auch eine Schulterwunde, die durch das Tragen des Kreuzes erklärt wurde.
Die Wundmale an Hand- und Fußrücken waren zunächst rundlich mit einem Durchmesser von 12–13 mm und wurden später quadratisch. An den Handinnenflächen bzw. an den Fußsohlen waren sie kleiner.
Am Kopf blutete sie an neun Stellen, die kranzförmig angeordnet waren.
Die Wundmale an Herz, Händen und Füßen bluteten gewöhnlich jeden Freitag bei ihren Visionen über die Passion Christi. An Karfreitagen bluteten auch die Geißel- und Kopfwunden und aus ihren Augen flossen Bluttränen.
Die Wundmale trug Therese Neumann bis zu ihrem Lebensende.

## Kontroverse

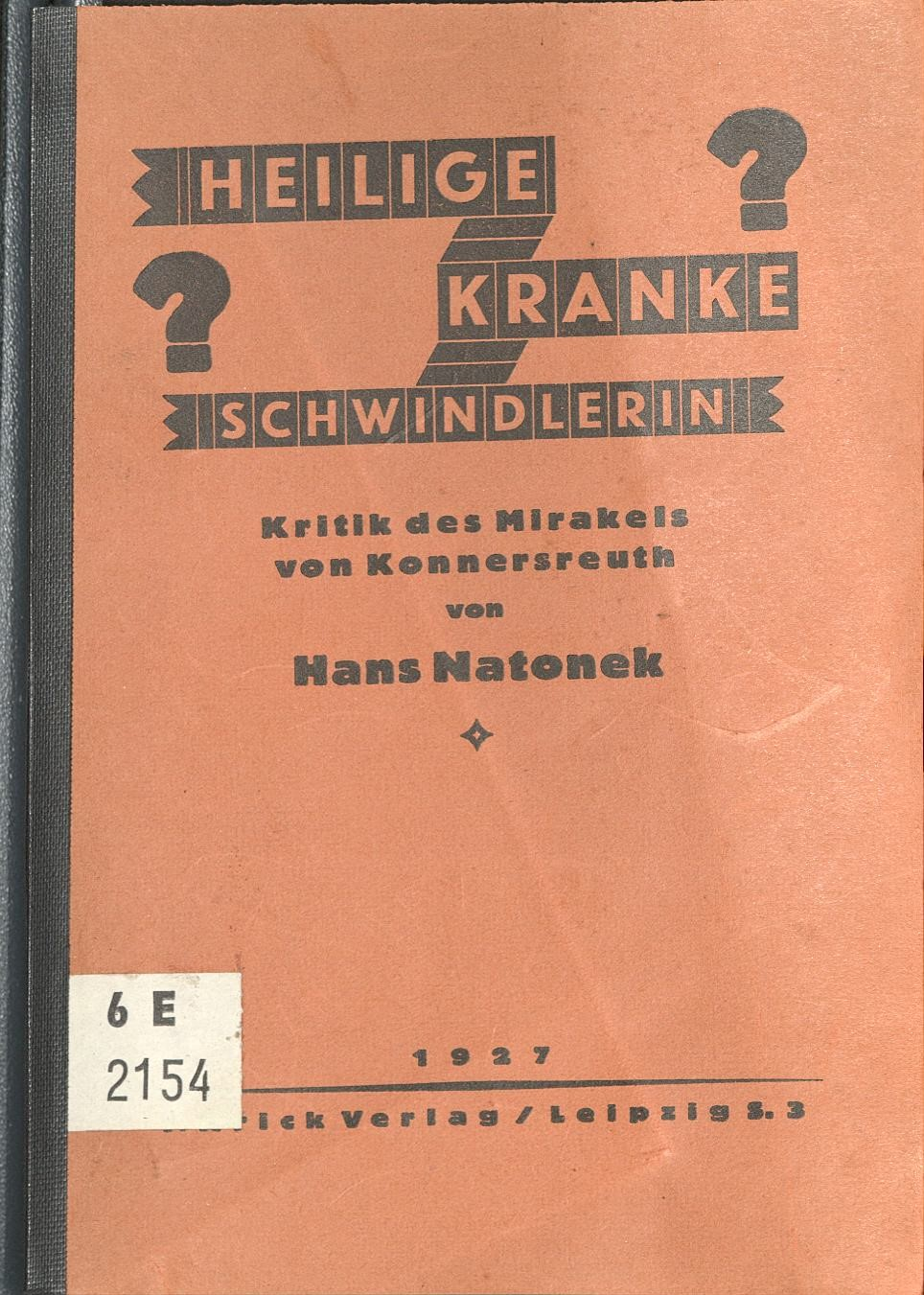
Hans Natonek (1927)

Therese Neumann polarisiert. Es gab und gibt leidenschaftliche Fürsprecher, vor allem die Augenzeugen aus dem Konnersreuther Kreis wie Pfarrer Joseph Naber, den Eichstätter Priester und Paläontologen Franz Xaver Mayr, den Historiker Fritz Gerlich, und ebensolche Gegner wie den katholischen Priester Josef Hanauer, den Arzt Josef Deutsch oder die Historikerin und Publizistin Hilda Graef, die mit ihr in Konnersreuth ein kurzes Gespräch in Gegenwart des Ortspfarrers Joseph Naber hatte. Wiederholt wurden Besucher auf Verlangen von Therese Neumann wieder ausgeladen; insbesondere Kritiker und auch lediglich potenzielle Zweifler wurden – von wenigen Ausnahmen abgesehen – niemals von ihr empfangen. Beide Seiten verfassten Bücher und Schriften zu Konnersreuth, so beispielsweise der Augenzeuge Johannes Steiner, der das gesamte Geschehen um Therese Neumann und ihre mystischen Erlebnisse beschrieb, und auch Hanauer, der zahlreiche Widersprüche, Ungereimtheiten und ungewöhnliche Tatsachen im Leben der Therese Neumann aufdeckte und sich vehement gegen die, nach seinen Worten, „Pseudomystik“ und „Wundersucht“ wehrte.
Schon im Juli 1927 führte das Bischöfliche Ordinariat Regensburg eine amtliche 15-tägige Untersuchung vor Ort durch. Die Leitung oblag dem Mediziner Otto Seidl aus dem nahe gelegenen Waldsassen, der Neumann seit langem ärztlich betreute und die Untersuchungen der körperlichen Phänomene zusammen mit dem Psychiater und Eugeniker Gottfried Ewald durchführte, damals Oberarzt an der Klinik der Universität Erlangen und später Ordinarius in Göttingen. Der Regensburger Priester und Anthropologe Sebastian Killermann, der im März 1928 mit einer bischöflichen Kommission in Konnersreuth war, verfasste einen Bericht über seine Beobachtungen bei Neumann. Killermann schließt seinen Bericht „mit einem großen Zweifel“, da er den Beginn der Blutungen nie persönlich beobachten konnte. Nachdem er zur Durchlüftung des Zimmers verwiesen wurde, sei nach seiner Rückkehr das vorher eingetrocknete Blut unter den Augen von Therese Neumann wieder flüssig gewesen. „Das Blut an den Wangen“ sei, so Killermann weiter, „nicht eigentlich frisch (arteriell)“ gewesen, sondern schien „durch Aufweichung (vielleicht mit Speichel) flüssig gemacht“ worden zu sein. Ewald hingegen spricht in seinem Untersuchungsbericht ausdrücklich vom spontanen Beginn der Blutungen. Dies sei „von mehreren Ärzten einwandfrei, zum Teil mit der Lupe, beobachtet“ worden. Eine künstliche Herbeiführung sei ausgeschlossen. Er erklärt die Entstehung der Stigmata psychologisch als eine „psychogene, d. h. durch Erlebnisse bedingte“. Auch Gerlich schildert die Stigmata und die Vorgänge um den Beginn der Blutungen bei den Ekstasen detailliert und mit Skizzen. Die Diözese Regensburg bestätigte in ihrem Verordnungsblatt vom Dezember 1927, dass Therese Neumann während der 15-tägigen Überwachung keine Nahrung zu sich genommen habe, und fügte hinzu, dass „eine Beobachtung in einem Spitale oder in einer Klinik auch keinen besseren Erfolg hätte bringen können.“ Zwar wurde die damalige Nahrungslosigkeit im Amtsblatt vom Dezember 1937 nochmals bestätigt, man wollte aber feststellen lassen, ob Therese Neumann auch in den Folgejahren nahrungslos lebte, und forderte deshalb mehrmals eine Untersuchung in einer Klinik. Am massivsten waren die Forderungen von Dezember 1936 bis Ende 1937, als neben Bischof Michael Buchberger auch das „Heilige Offizium“ in Rom nachdrücklich die Einweisung in eine Klinik verlangte. Da der Vater von Therese Neumann Bedingungen stellte, die die Sicherheit seiner als Hitler-Gegnerin bekannten Tochter gewährleisten sollten, und diese abgelehnt wurden, kam es zum Zerwürfnis zwischen der Familie Neumann und dem Bischof.
Die katholische Kirche, die bereits 1927 – im Jahr der amtlichen Untersuchung – aus grundsätzlichen Erwägungen heraus von Wallfahrten nach Konnersreuth abriet, verhielt sich später gegenüber den nach dem Tod der Seherin von ihren Anhängern verstärkt erhobenen Forderungen nach einer kirchlichen Anerkennung der übernatürlichen Phänomene um Therese Neumann (und trotz unterschiedlicher Einschätzungen der zuständigen Regensburger Bischöfe Michael Buchberger, Rudolf Graber und Manfred Müller) insgesamt eher zögerlich.
Der pensionierte evangelische Pfarrer und Aramaist Günther Schwarz befasste sich in seinem 1994 in Herausgeberschaft des Bistums Regensburg erschienenen Buch Das Zeichen von Konnersreuth aus bibelwissenschaftlicher Sicht mit den Visionen der Seherin über die Passion und Auferstehung Jesu Christi und besonders mit dem Phänomen, dass sie angeblich gehörte Zitate in einem für Experten verständlichen aramäischen Dialekt wiederzugeben vermochte. In einem Vortrag zu seinen Untersuchungen im gleichen Jahr sprach der Forscher von „Einzelheiten, die unbeschreiblich sind, die sie sich niemals angelesen oder ausgedacht haben kann.“ Seine Bewertungen stützten sich vornehmlich auf Abschriften, die Familienangehörige von Tonbandaufnahmen angefertigt hatten, auf denen Therese Neumann von ihren Geschichten berichtet haben soll. Wie Josef Hanauer berichtete, der auch im Duktus schärfste Kritiker der Privatoffenbarungen Neumanns, der das Sprachenphänomen für ein Ergebnis suggestiver Befragungen durch Eichstätter Altphilologen und den Ortspfarrer hält, sei 1994 auf der Jahresversammlung des „Konnersreuther Rings“ (wo Schwarz gesprochen hatte) betont worden, eine Seligsprechung Neumanns sei erst denkbar, „wenn Hanauer Wort für Wort widerlegt ist“ – und dies könne „nur nach der Methode von Dr. Günther Schwarz geschehen.“ Hanauer interpretierte dies 1997 noch als Eingeständnis, dass eine Seligsprechung niemals möglich sei, und bezeichnete die von Anhängern betriebene Kampagne für eine Seligsprechung als „Volksverdummung“, weil bekannt sei, dass die kirchlichen Behörden in Rom einem solchen Verfahren spätestens seit 1982 klar ablehnend gegenüberstünden.
Trotz der skeptischen Haltung des Bischöflichen Ordinariats wurde „Resl“ in der Volksfrömmigkeit weiter verehrt. Ein Gesuch um ihre Seligsprechung wurde von 40.000 Unterschriften getragen. Der Regensburger Bischof Gerhard Ludwig Müller eröffnete daraufhin im Februar 2005 einen Seligsprechungsprozess für Therese Neumann, nachdem er das erforderliche Nihil obstat (die Unbedenklichkeitserklärung) von der römischen Kongregation für die Selig- und Heiligsprechungsprozesse in der Endphase des Pontifikats Johannes Paul II. nunmehr doch erlangt hatte. Die Kosten für das aufwendige Verfahren (eine erste Rechnung des Vatikans von 2006 belief sich auf 26.000 Euro) werden durch einen eigens angelegten Spendenfonds aufgebracht. Die Kosten entstehen im Wesentlichen für Übersetzungsarbeiten ins Italienische sowie für Reisekostenentschädigungen für die mehr als 60 Zeugen, die im Zuge des Verfahrens anzuhören sind.
Zuvor hatte der Kriminalbiologe Mark Benecke Anfang 2004 in der Süddeutschen Zeitung einen Artikel veröffentlicht, in dem er berichtete, die DNS-Arbeitsgruppe des Münchner Instituts für Rechtsmedizin habe mittlerweile Blut aus den Verbänden der Therese Neumann untersucht und ihre Ergebnisse auf einer Tagung der Deutschen Gesellschaft für Rechtsmedizin in Köln vorgestellt. Das Blut stamme mit großer Sicherheit von ihr selbst und nicht etwa von Tieren. Nicht auszuschließen bleibe freilich, dass sich Therese Neumann die Wunden selbst zugefügt haben könnte. Die DNS-Untersuchung könne also nicht als Beweis für die „Echtheit“ der Stigmatisierung betrachtet werden.
Eine weitere Auswertung der Untersuchungen zu den Symptomen Neumanns an der Psychiatrischen Klinik der Ludwig-Maximilians-Universität München kommt zu dem Schluss, dass die körperlichen Störungen (vorübergehende Lähmungen und Blindheit), die Stigmen und die Ekstasen im Rahmen von psychosomatischen Symptombildungen als Reaktionsmöglichkeiten unter dem Einfluss religiöser Phantasien erklärbar sind. An der Nahrungslosigkeit hingegen bestehen erhebliche Zweifel angesichts der Urinbefunde (anfänglich typischer „Hungerurin“, später nicht mehr) und des dazu passenden Gewichtsverlaufs mit anfänglicher Abnahme und späterer Zunahme, so dass am Ende der Beobachtungszeit das Ausgangsgewicht wieder erreicht worden war. Auch Hanauer beschreibt in seinen Büchern Beobachtungen und Begebenheiten, die eine permanente Nahrungsaufnahme der Therese Neumann nahelegen, u. a. Beobachtungen durch deren Nichte.
Im Jahr 2016 konnte Benecke durch Blutspurenverteilungsuntersuchungen anhand der Abrinnspuren zeigen, dass das angeblich aus den Augen Neumanns geflossene Blut aufgeschmiert war. Das Gleiche lässt sich auch bezüglich der Kopfwunden plausibel machen. Die Freitagsblutungen wären demnach als „eine klassische, absichtlich täuschende Spurenlegung“ zu qualifizieren.
Die Politikwissenschaftlerin Gerlinde von Westphalen spricht in ihrer 2022 vorgelegten Arbeit hinsichtlich der angeblichen Nahrungs- und Ausscheidungslosigkeit Neumanns vom „frommen Betrug“. Westphalen hat für ihre Biografie über die Ordensfrau Benedicta von Spiegel, die mit Neumann jahrelang eng befreundet war, erstmals private Unterlagen und Akten ausgewertet. Demnach wusste der engere Kreis um Neumann, also auch die Äbtissin Benedicta, dass die Nahrungslosigkeit nur vorgetäuscht war.